# Thelgetra adusta
Thelgetra adusta är en skalbaggsart som först beskrevs av Hermann Burmeister 1865.  Thelgetra adusta ingår i släktet Thelgetra och familjen långhorningar.
Artens utbredningsområde är:
- Paraguay.
- Uruguay.

Inga underarter finns listade i Catalogue of Life.